# Leopold III (książę Lippe)
Paul Friedrich Emil Leopold (ur. 1 września 1821 w Detmoldzie, zm. 8 grudnia 1875 tamże) – książę Lippe; generalleutnant kawalerii Królestwa Prus. Jego władztwo było częścią Cesarstwa Niemieckiego. W chwili kiedy został monarchą Wielkie Księstwo Oldenburga było członkiem Związku Niemieckiego (będącego luźną konfederacją państw). Podczas jego panowania stało się częścią Związku Północnoniemieckiego (będącego od 1 lipca 1867 właściwie państwem związkowym), a następnie Cesarstwa Niemieckiego.
Urodził się jako najstarszy księcia Lippe Leopolda II i jego żony księżnej Emilii. Na tron wstąpił po śmierci ojca 1 stycznia 1851.
17 kwietnia 1852 w Rudolstadt poślubił księżniczkę Schwarzburg-Rudolstadt Elżbietę. Para nie miała dzieci. Po śmierci księcia Leopolda III jego następcą został młodszy brat Waldemar.
W 1867 został odznaczony Orderem Orła Czarnego.